# دمیتری واسیلیف (کارگردان)
دمیتری واسیلیف (روسی: Дмитрий Иванович Васильев؛ ۲۱ اکتبر ۱۹۰۰ – ۵ ژانویهٔ ۱۹۸۴) یک کارگردان فیلم اهل اتحاد شوروی بود. بین سال‌های ۱۹۳۱ و ۱۹۶۰ وی نه فیلم کارگردانی نمود.

## بخشی از فیلمشناسی
- الکساندر نوسکی (فیلم) (۱۹۳۸ کارگردانی مشترک به همراه سرگئی آیزنشتاین)
- به نام سرزمین پدری (۱۹۴۳ به همراه وسیوالاد پودوفکین)
- ژوکوفسکی (فیلم) (۱۹۵۰ به همراه وسیوالاد پودوفکین)